# Свети Георги (Потамия)
Вижте пояснителната страница за други значения на Свети Георги.
„Свети Георги“ (на гръцки: Ιερός Ναός Αγίου Γεωργίου) е възрожденска православна църква край село Потамия на остров Тасос, Егейска Македония, Гърция, част от Филипийската, Неаполска и Тасоска епархия на Вселенската патриаршия.
Разположена е на малко разстояние южно от селото, на запад от пътя към Левки. Надпис на северната стена, над вратата дава годината на строителство – 1896.
В архитектурно отношение е еднокорабен храм с дървен покрив без трем. Външните му размери са 8,75 / 6,30 m, площта е 55,13 m2, а дебелината на стените е 0,76 m. Входът е на северната страна. Нивото на наоса е с три стъпки по-ниско. Подът е покрит с каменни плочи. Осветлението става от малък западен прозорец, без рамка и два по-големи двойни – един северен и един южен с железни решетки. Храмът е без таван.
Иконостасът е дървен с две врати и пет царски икони. Апсидата на светилището стига до долу. Протезисът и диакониконът са полукръгли ниши. Олтарът е мраморен, което може би говори за средновековна фаза на храма. Осветлението става през прозорец в апсидата, който има арка отвън. Покривът е четирискатен от плочи.
По надлъжните стени има пейки. В интериора се пазят свещници и полилеи от ламарина с флорална декорация.